# Fulbourn
Fulbourn är en by och en civil parish i South Cambridgeshire, i Cambridgeshire i England. Bebyggelsemässigt hänger Fulbourn idag ihop med Cambridge i väster. Folkmängden uppgick till 4 704 invånare 2001. Fulbourn har en kyrka.